# Condado de Augusta
O Condado de Augusta é um dos 95 condados do Estado americano de Virgínia. A sede do condado é Staunton, e sua maior cidade é Staunton. O condado possui uma área de 2515 km² (dos quais 1 km² está coberto por água), uma população de 65615 habitantes, e uma densidade populacional de 26 hab/km² (segundo o censo nacional de 2000). O condado foi fundado em 1738.